# Kilowog
Kilowog est un super-héros extraterrestre de l'univers de DC Comics. Créé par le scénariste Steve Englehart et le dessinateur Joe Staton, le personnage de fiction apparaît pour la première fois dans le comic book Green Lantern Corps no  201, en 1986.

## Biographie du personnage
Kilowog est un scientifique originaire de la planète Bolovax Vik. Kilowog fut choisi pour devenir un Green Lantern, après le décès du Green Lantern Branwill.
Il est affecté au secteur spatial 674 et, par la suite, s'occupe du recrutement et de la formation des nouveaux Green Lantern. Il est connu pour être extrêmement sévère et exigeant avec les nouvelles recrues.

## Pouvoirs et capacités
Comme tous les Green Lantern, il possède une bague (qui est appelée anneau) avec laquelle il peut créer à peu près tout ce qu'il veut (un marteau géant, un bouclier, un pont…) Cela lui permet également de voler et de communiquer avec tous les Green Lantern de l'univers. Il possède le seul anneau qui fait du bruit quand il s'en sert.

## Points faibles
Comme les autres Green Lantern, il ne pouvait pas au départ lutter contre la couleur jaune, ils ne sont maintenant plus soumis à cette faiblesse. Il doit cependant comme tous les autres recharger son anneau à peu près toutes les 24h.

## Adaptations à d'autres médias

### Télévision
- La Ligue des justiciers (VO : Dennis Haysbert)
- Duck Dodgers
- Batman : L'Alliance des héros (VO : Diedrich Bader et VF : Michel Vigné)
- Green Lantern (VO : Kevin Michael Richardson et VF : Marc Alfos puis Paul Borne)
- La Ligue des Justiciers : Nouvelle Génération (VO : Kevin Michael Richardson et VF : Paul Borne)

### Cinéma
- Green Lantern (Martin Campbell, 2011) avec Michael Clarke Duncan (VF : Philippe Dumont et VFC : Guy Nadon)
- Zack Snyder's Justice League (Zack Snyder, 2021) il apparait dans une vision de Cyborg

### Film d'animation
- Green Lantern : Le Complot (VO : Michael Madsen ; VF : Marc Alfos)
- Green Lantern : Les Chevaliers de l'Émeraude
- Justice League vs the Fatal Five
- Justice league Dark: Apokolips Wars

### Jeux vidéo
- Batman : L'Alliance des héros (VO : Diedrich Bader et VF : Michel Vigné)
- Green Lantern: Rise of the Manhunters (VO : Kevin Michael Richardson)
- DC Universe Online (VO : Charlie Campbell ; VF : Xavier Fagnon)